# Enaretta brevicornis
Enaretta brevicornis är en skalbaggsart som beskrevs av Lacordaire 1872. Enaretta brevicornis ingår i släktet Enaretta och familjen långhorningar. Inga underarter finns listade i Catalogue of Life.